# ワンダープラネット (ゲーム会社)
ワンダープラネット株式会社（英: WonderPlanet Inc.）は、愛知県名古屋市中区に本社を置く日本のゲーム会社。日本オンラインゲーム協会正会員。

## 概要
2012年9月に常川友樹が設立し、スマホゲームの開発を手掛ける事業を展開した。2021年6月10日、東京証券取引所マザーズへ新規上場しスマホゲームだけでなく、エンターテインメントサービス事業を幅広く広く手掛けるようになった。
現在、東京証券取引所グロース市場に上場している（証券コード：4199）。
社名の由来は「Worldwide , Nagoya , Developer , Play , Amazing , Network」を組み合わせた造語から来ている。
スマホゲーム「クラッシュフィーバー」は、2016年5月にリリースした台湾・香港・マカオ版が台湾と香港でポケモンGO!を抜いてApp Storeの売上ランキングで総合1位を獲得し、2016年9月に世界累計600万ダウンロードを突破した。一方、「クラッシュフィーバー」の国内版は売り上げが低迷し、App Storeの売上ランキングが300位まで低迷した。その後、ユーザーの声を聞いてサービスの改善をすると、「クラッシュフィーバー」の国内版は国内の売上ランキングで総合8位まで上げることができた。
アニメや漫画などとタイアップしたゲーム開発にも力を入れている。2023年には「クラッシュフィーバー」とアニメ「〈物語〉シリーズ」とのコラボイベントの実施を決定した。

## 事業所在地
名古屋本社
- 〒460-0003 愛知県名古屋市中区錦3丁目23番18号 ニューサカエビル5F

東京オフィス
- 〒101-0054 東京都千代田区神田錦町2丁目2番1号 WeWork KANDA SQUARE 11F

## タイトル作品
サービス中のゲーム
- パンドランド
- アリスフィクション
- ジャンプチ ヒーローズ
- クラッシュフィーバー

## 役員
2023年9月現在。
代表取締役社長CEO
- 常川友樹

取締役
- 鷲見政明（CPO、ユニバーサルゲーム事業部管掌）
- 久手堅憲彦（CGO、グローバルマーケティング&クリエイティブ事業部管掌）
- 佐藤彰紀（CFO）
- 石川篤（会長）
- 和田洋一（社外）
- 手嶋浩己（社外）

常勤監査役
- 森志帆（社外）

監査役
- 吉島彰宏（社外）
- 岡田淳（社外）

執行役員
- 開哲一（VPoE、EDMO管掌）
- 村田知常（CHRO、リクルーティング室管掌）
- 青田径春（経営企画室管掌）
- 高宮啓（コーポレート部管掌）